# Conjuring 3: Im Bann des Teufels
Conjuring 3: Im Bann des Teufels (Originaltitel: The Conjuring: The Devil Made Me Do It) ist ein US-amerikanischer Horrorfilm von Regisseur Michael Chaves, der am 4. Juni in die US-amerikanischen und am 1. Juli 2021 in die deutschen Kinos kam. Es handelt sich innerhalb des Conjuring-Universums um eine Fortsetzung zu den Filmen Conjuring – Die Heimsuchung (2013) und Conjuring 2 (2016). Die Hauptrollen übernahmen Patrick Wilson, Vera Farmiga und Ruairi O’Connor.

## Handlung
Im Jahr 1981 nehmen die Dämonologen Ed und Lorraine Warren am durch Pater Gordon ausgeführten Exorzismus des achtjährigen David Glatzel teil. Als die Austreibung nicht zu gelingen scheint, spricht Arne Johnson, ein guter Freund der Familie Glatzel und Partner von Davids Schwester Debbie, den Dämonen direkt an und will sich selbst opfern, woraufhin der Fluch von David auf ihn übergeht. Da Ed dieses Vorgehen beobachten konnte, löst der Dämon bei ihm einen Herzinfarkt aus, den er im Krankenhaus nur knapp überleben kann. Währenddessen löst der Fluch bei Arne immer öfter Visionen und Trugbilder aus, durch die er eines Tages schließlich seinen Freund und Vermieter Bruno Sauls ersticht.
Arne wird wenig später verhaftet und in Untersuchungshaft gebracht. Obwohl Ed und Lorraine nun keine Anwesenheit eines Dämons mehr nachweisen können, bitten sie Arnes Anwältin Meryl, auf die Unschuld ihres Mandanten wegen vermeintlicher Besessenheit zu plädieren, während die Staatsanwaltschaft die Todesstrafe wegen Mordes fordert. Da es nun an den beiden Dämonologen liegt, eine angenommene Besessenheit von Arne nachzuweisen, beginnen beide ihre Ermittlungen. Schon bald finden sie im Keller des Hauses der Glatzels ein Totem vor, mit dem Satanisten vermeintlich einen Dämon beschwören konnten, der David befiel. Auf Anraten von Pater Gordon besuchen die beiden im Anschluss den im Ruhestand lebenden Pater Kastner, der sich in seiner aktiven Zeit intensiv mit dem Okkulten befasste. Durch ihn erfahren sie, dass der junge David nicht besessen war, sondern mithilfe des Totems verflucht wurde.
Drew Thomas, der Mitarbeiter der beiden Dämonologen, konnte unterdessen einen ähnlichen Fall in Danvers, Massachusetts auffinden. Vor Ort setzten sich Ed und Lorraine mit der örtlichen Polizei in Form von Sergeant Clay in Verbindung, der vorschlägt, dass sich beide Parteien gegenseitig helfen können. So soll Lorraine einen lokalen Mord untersuchen, der sich in vielen Punkten mit dem durch Arne verübten gleicht, und im Gegenzug die Ermittlungsakten bekommen. Als Lorraine die Vorkommnisse mithilfe ihrer Visionen rekonstruieren und schließlich auch den Leichnam der vermeintlichen Mörderin aufspüren kann, entsteht durch ihre Berührung der Toten eine Verbindung zur nun in Erscheinung tretenden Okkultistin, die auch für die Geschehnisse rund um Arne verantwortlich ist.
Zurück in Connecticut präsentiert Drew seinen Arbeitgebern seine eigenen Rechercheergebnisse: Bei einem wie bei Arne ausgeführten Fluch fordert der Dämon zwei Opfer, eins durch Mord und eins durch Suizid. Das Werk der Okkultistin ist somit solange nicht vollendet, bis Arne sich selbst umgebracht hat. Ed und Lorraine erkennen unterdessen, dass die Drahtzieherin nur durch die Zerstörung ihres Altars gestoppt werden kann. Als daraufhin auch im Haus der Warrens ein Totem auftaucht und Lorraine erneut Pater Kastner um Hilfe bittet, gesteht dieser, dass seine unehelich gezeugte Tochter Isla die gesuchte Drahtzieherin ist, die von seinem eigenen Interesse am Okkulten angesteckt wurde. Als es im Haus des Paters daraufhin zum Kampf kommt, kann der ebenfalls eintreffende Ed den Altar der Okkultistin zerstören, bevor der nun wieder verfluchte Arne im Gefängnis Selbstmord begehen kann. Da Isla dem Dämon nicht wie versprochen zwei Opfer bringen konnte, wird sie selbst getötet. Arne wird im Anschluss wiederum nur zu fünf Jahren Freiheitsentzug wegen Totschlags verurteilt, da seine erneute Verfluchung im Gefängnis von vielen Augenzeugen beglaubigt werden konnte.

## Produktion

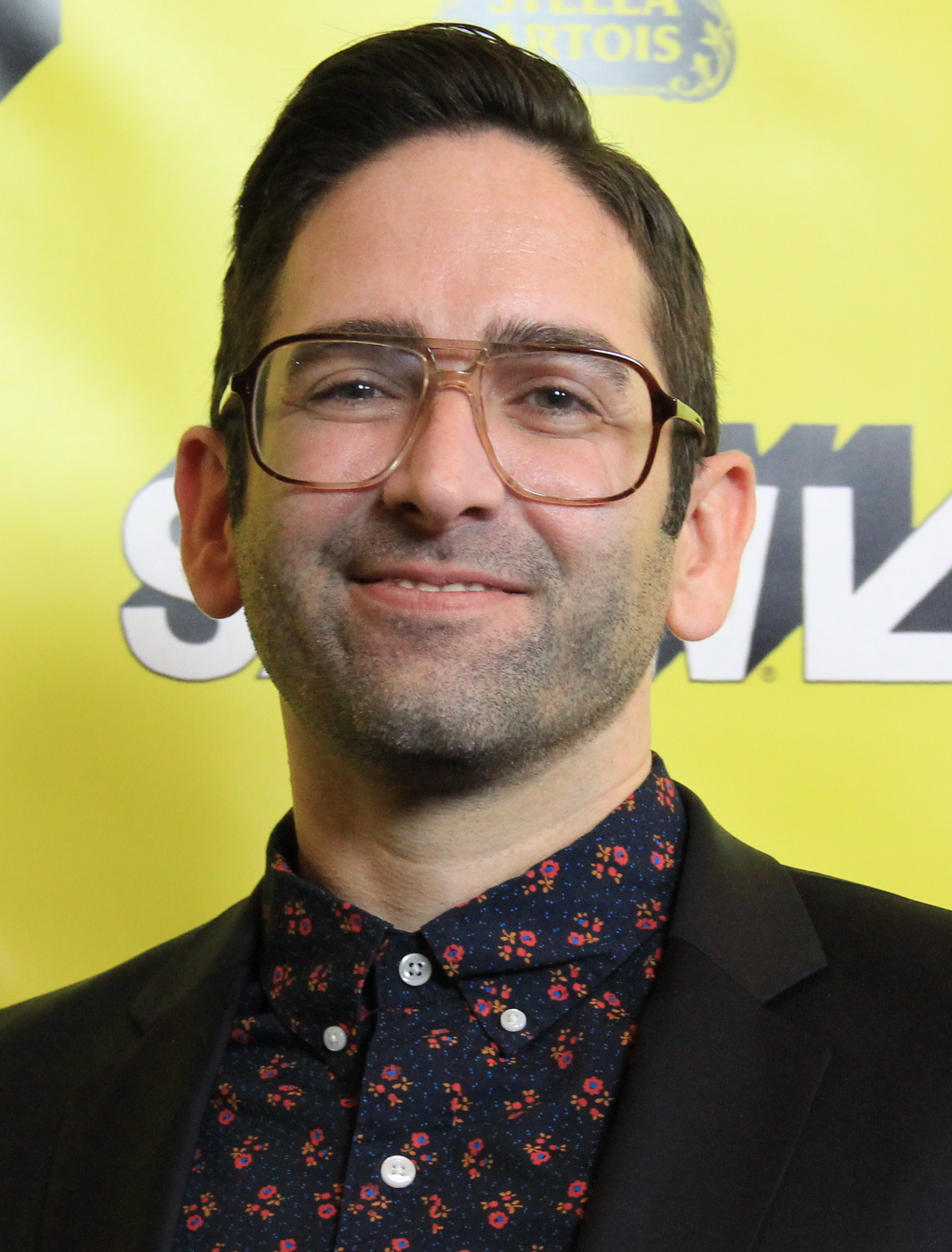
Regisseur Michael Chaves

Ein Jahr nach der Veröffentlichung von Conjuring 2 wurde im Juni 2017 verkündet, dass sich ein dritter Conjuring-Film in Arbeit befinde, der erneut von David Leslie Johnson-McGoldrick geschrieben wurde. James Wan fungierte abermals als Filmproduzent, übernahm allerdings nicht den Regieposten. Stattdessen wurde im Oktober 2018 Michael Chaves als Regisseur verpflichtet, der zuvor bereits den von Wan produzierten Horrorfilm Lloronas Fluch inszenierte. Produzent Peter Safran gab zur gleichen Zeit bekannt, dass man das Drehbuch fertiggestellt habe und zuversichtlich sei, mit den Dreharbeiten im Folgejahr beginnen zu können. Im Unterschied zu den beiden Vorgängerfilmen dreht sich die in den Achtzigern angesetzte Handlung von Conjuring 3: Im Bann des Teufels nicht mehr um ein Spukhaus, sondern handelt von dem des Mordes beschuldigten Arne Cheyenne Johnson, der vor Gericht aussagt, er sei zur Tatzeit von einem Dämonen besessen gewesen.
Patrick Wilson und Vera Farmiga übernahmen erneut in die Rollen der Dämonologen Ed und Lorraine Warren, während jüngere Versionen der Figuren von Mitchell Hoog und Megan Ashley Brown verkörpert wurden. Wilson beschrieb Conjuring 3: Im Bann des Teufels als anders zu allem, was der Zuschauer in den Vorgängerfilmen bisher gesehen hätte, während Farmiga ergänzte, aufgrund der Gewaltigkeit der Fortsetzung sei es für sie von Vorteil gewesen, sich als Vorbereitung in Annabelle 3 wieder in ihre Rolle einzufinden. Zu den weiteren Rückkehrern unter den Darstellern zählten Steve Coulter als Pater Gordon, Sterling Jerins als Judy Warren und Shannon Kook als Drew Thomas. Regisseur Chaves selbst verkündete die Verpflichtungen von Ruairi O’Connor, Sarah Catherine Hook und Julian Hilliard.
Die Dreharbeiten mit Kameramann Michael Burgess begannen am 3. Juni 2019 in Atlanta. Mitte Juli wurde für einen Tag in Newnan am Coweta County Courthouse gedreht. Am 1. sowie 5. August erfolgten Aufnahmen in Fayetteville und am 15. August 2019 auf dem Westview Cemetery in Atlanta, dem größten zivilen Friedhof im Südosten der Vereinigten Staaten. Einen Tag später wurden die Dreharbeiten offiziell abgeschlossen. Weitere Nachdrehs sollten ursprünglich im April 2020 erfolgen, mussten aufgrund der COVID-19-Pandemie allerdings nach hinten verschoben werden. Im Zuge der Nachdrehs wurde die Rolle von John Noble weiter ausgebaut, während ein von Davis Osborne verkörperter Dämon, der weitere Spin-offs hätte vorbereiten sollen, aus dem Film gestrichen wurde. Als Komponist für die Filmmusik fungierte erneut Joseph Bishara.
Am 8. Dezember 2019 wurde der offizielle Originaltitel The Conjuring: The Devil Made Me Do It enthüllt. Der Untertitel ist dabei ein Verweis auf den „The-Devil-Made-Me-Do-It-Case“ der Warrens aus dem Jahr 1981, bei dem der Anwalt Martin Minnella vor einem Gericht in Brookfield behauptete, sein Mandant, der des Mordes angeklagte Arne Cheyenne Johnson, wäre während der Tat besessen gewesen, und deshalb auf einen Freispruch plädierte. Am gleichen Tag wurde auf der Comic Con Experience in São Paulo erstes Bildmaterial vorgestellt. Ein Trailer wurde am 22. April 2021 veröffentlicht. Der Film sollte ursprünglich am 11. September 2020 in die US-amerikanischen Kinos kommen; im Zuge der COVID-19-Pandemie wurde der US-Starttermin allerdings auf den 4. Juni 2021 verschoben. Ab demselben Tag war der Film für einen Monat ohne Aufpreis auf HBO Max verfügbar. In Deutschland lief der Film am 1. Juli 2021 in den Kinos an. Bereits ab dem 17. Juni erfolgten in deutschen Großstädten Previews im Rahmen des Fantasy Filmfests.

## Synchronisation
Die deutschsprachige Synchronisation entstand nach einem Dialogbuch und unter der Dialogregie von Sven Hasper bei FFS Film- & Fernseh-Synchron.
| Rolle                 | Darsteller           | Synchronsprecher         |
| --------------------- | -------------------- | ------------------------ |
| Lorraine Warren       | Vera Farmiga         | Claudia Urbschat-Mingues |
| Ed Warren             | Patrick Wilson       | Alexander Doering        |
| Arne Cheyenne Johnson | Ruairi O’Connor      | Amadeus Strobl           |
| Debbie Glatzel        | Sarah Catherine Hook | Victoria Frenz           |
| Isla, die Okkultistin | Eugenie Bondurant    | Heike Schroetter         |
| Pater Kastner         | John Noble           | Kaspar Eichel            |
| Pater Newman          | Vince Pisani         | Bernhard Völger          |
| Sergeant Clay         | Keith Arthur Bolden  | Matti Klemm              |
| Pater Gordon          | Steve Coulter        | Erich Räuker             |
| Bruno Sauls           | Ronnie Gene Blevins  | Tommy Morgenstern        |
| Carl Glatzel          | Paul Wilson          | Johannes Berenz          |
| Katie Lincoln         | Andrea Andrade       | Franziska Trunte         |
| Doktor                | Nicholas Massouh     | Sven Hasper              |
| Polizist              | Chris Greene         | Marius Clarén            |

## Rezeption

### Altersfreigabe
In den Vereinigten Staaten erhielt Conjuring: Im Bann des Teufels von der MPA aufgrund von Schrecken, Gewalt und einigen verstörenden Bildern ein R-Rating. In Deutschland bekam der Film von der FSK eine Freigabe ab 16 Jahren. In der Freigabebegründung heißt es, der Film sei mit den typischen Mitteln seines Genres erzählt und baue zunächst langsam eine düstere Spannung auf, die dann in einigen eindringlichen Schockmomenten und teils auch drastischen Gewaltszenen kulminiere. Während Kinder und Jugendliche davon überfordert und nachhaltig verängstigt werden könnten, seien 16-Jährige in der Lage, die deutlich fiktionalen Genreelemente zu entschlüsseln und sich ausreichend zu distanzieren. Ihnen würden ruhige Passagen und die mutigen Hauptfiguren ausreichend Entlastung bieten, um den Film ohne Überforderung zu verarbeiten.

### Kritiken
Conjuring 3: Im Bann des Teufels konnte 56 % der 248 bei Rotten Tomatoes gelisteten Kritiker überzeugen und erhielt dabei eine durchschnittliche Bewertung von 5,8 von 10 Punkten. Als zusammenfassendes Fazit zieht die Seite, trotz der einladenden schauspielerischen Darbietungen von Patrick Wilson und Vera Farmiga stelle die Fortsetzung einen Abstieg innerhalb der Conjuring-Trilogie dar. Bei Metacritic erhielt der Film basierend auf 40 Kritiken einen Metascore von 53 von 100 möglichen Punkten.
Lena Wilson bezeichnet Conjuring 3: Im Bann des Teufels in ihrer Kritik für die New York Times als den bei weitem am besten konstruierten und erschreckendsten Film der Reihe. Die Fortsetzung beginne mit einem raffiniert stilisierten Exorzismus, bei dem Regisseur Michael Chaves mit einer Reihe von imposanten, kantigen Einstellungen zu überzeugen wisse. Ebenso hebt Wilson die hervorragende Tonmischung sowie den dröhnenden Score von Komponist Joseph Bishara positiv hervor. Für sie sei der dritte Conjuring-Film eine hervorragend gruselige Fiktion, auch wenn sich stellenweise zu oft auf das Evangelium bezogen werde.
Auch Michael O’Sullivan von der Washington Post kommt zu einem überwiegend positiven Urteil, solange der Zuschauer über das im Film Gezeigte nicht zu viel nachdenke, sondern Conjuring 3: Im Bann des Teufels einfach nur genieße. Die Mischung aus Gerichtsdrama und okkultem Thriller schaffe es dabei, einige zutiefst unangenehme Szenen und eine wirklich beängstigende, von Eugenie Bondurant gespielte Antagonistin zu kreieren. Die von Vera Farmiga verkörperte Lorraine Warren sei wie immer das Interessanteste am Film und verleihe allem Glaubwürdigkeit, so weit hergeholt es auch sein möge. Trotzdem sei die Argumentation der Fortsetzung an einigen Stellen nur schwer zu schlucken und auch die Verdrehung von realen Fakten kritisiert O’Sullivan.
Durchwachsen steht Justin Chang von der Los Angeles Times Conjuring 3: Im Bann des Teufels gegenüber, für den der Film nur eine mittelmäßige Fortsetzung sei und einen realen Mordfall recht skrupellos fiktionalisiere. Die solide Regiearbeit von Michael Chaves erzeuge zwar durch das Spiel mit Licht und Schatten immer wieder eine recht bedrohliche Kulisse, lasse dabei aber die cineastische Virtuosität von James Wan vermissen und setzte stattdessen auf eher billigen Schockmomenten. Auch wenn diese handwerkliche Herangehensweise zur inhaltlichen Ausrichtung des Films passe, verliere Conjuring 3: Im Bann des Teufels durch seine Gerichtsthematik und die damit verbundene Frage nach der Schuld den Willen des Publikums, an das Übernatürliche zu glauben. So sei die Fortsetzung weitaus weniger überraschend und konsequent als die Vorgängerfilme, treffe stellenweise aber trotzdem den richtigen Ton. Patrick Wilson und Vera Farmiga würden abermals als liebenswürdiges Detektivduo inszeniert werden, das knifflige Rätsel im Kampf gegen die menschliche Seele zu lösen habe. Ihre Sympathien spiele der Film geschickt aus und fessele so das Publikum mit der Macht des Kitsches.
Zu einem ernüchternden Urteil gelangt Kate Erbland von IndieWire, für die Conjuring 3: Im Bann des Teufels eine schwache Fortsetzung, chaotisch erzählt und einfach nicht beängstigend sei. Der Film bewege sich weg von dem, was die Filmreihe einst so starkgemacht hätte, und wolle eine zu komplizierte Geschichte erzählen, anstatt sich auf eine intime Familienstory zu fokussieren. Dies münde in einem chaotisch und gestelzt wirkenden ersten Akt, in dem einige fragwürdige Entscheidungen getroffen werden würden und mit nur wenig Finesse zwischen Zeit, Ort und Perspektive gewechselt werde. Trotzdem könnten Patrick Wilson und Vera Farmiga wie immer überzeugen und ihren Figuren menschliche Emotionen und Mehrschichtigkeit verleihen. Da beide einen Großteil der emotionalen Arbeit übernehmen müssten, sei die Fokussierung auf ihre fesselnden Charaktere und deren Liebesgeschichte keine ganz verkehrte Entscheidung. Eine Folge davon sei allerdings, dass es keine Slow-Burn-Gänsehaut-Momente wie in den Vorgängerfilmen mehr gebe und die Schockmomente größtenteils offensichtlich und langweilig seien.
Auch Owen Gleiberman von Variety zieht ein negatives Fazit und bezeichnet Conjuring 3: Im Bann des Teufels trotz einiger Parallelen zu Der Exorzist als den am wenigsten beängstigenden Teil der Filmreihe. Für ihn fehle es der Fortsetzung an dem zuvor etablierten Spukhaus-Element; sie sei zwar düster, aber kaum aggressiv. Stattdessen sei der Film darauf aus, das Porträt über Ed und Lorraine Warren zu vertiefen, was stellenweise zwar gelinge, aber den Fokus vom Horror nehme. Dazu trage auch eine menschliche Gegenspielerin bei, die wie ein Dämon inszeniert werde und daher kaum realistisch wirke.

### Einspielergebnis
Am Startwochenende konnte Conjuring 3: Im Bann des Teufels in den Vereinigten Staaten mit einem Einspielergebnis von rund 24 Millionen US-Dollar die Spitzenpositionen der US-amerikanischen Kino-Charts belegen. Dies stellte nicht nur den drittbesten US-Kinostart seit Beginn der COVID-19-Pandemie dar, sondern gleichzeitig auch den zweitschlechtesten innerhalb des Conjuring-Universums. Auf HBO Max wurde der Film im selben Zeitraum von 1,6 Millionen US-Haushalten angesehenen, während innerhalb des ersten Monats insgesamt über 3 Millionen Abrufe verzeichnet wurden.
Dem Budget von rund 39 Millionen US-Dollar stehen weltweite Einnahmen aus Kinovorführungen in Höhe von 206,4 Millionen US-Dollar gegenüber, von denen der Film allein 65,6 Millionen im nordamerikanischen Raum erwirtschaften konnte. In Deutschland verzeichnete Conjuring 3: Im Bann des Teufels insgesamt 750.561 Kinobesucher.

## Fortsetzung
Im Oktober 2022 wurden die Arbeiten an einem vierten Conjuring-Teil bekannt, der erneut von David Leslie Johnson-McGoldrick geschrieben wurde. Neben den Hauptdarstellern Patrick Wilson und Vera Farmiga kehrten auch Regisseur Michael Chaves und die Produzenten James Wan und Peter Safran zurück. Die Fortsetzung soll den Titel Conjuring 4: Das letzte Kapitel tragen und am 5. September 2025 in die US-amerikanischen Kinos kommen.